# Собор Святого Гиацинта (Сент-Иасент)
Собор святого Гиацинта (фр. Cathédrale Saint-Hyacinthe-le-Confesseur) — католическая церковь, находящаяся в городе Сент-Иасент, провинция Квебек, Канада. Церковь является Кафедральным собором епархии Сент-Иасента.

## История
Церковь святого Гиацинта была построена в 1880 году и освящена в честь святого Гиацинта. Строительство храма инициировал епископ епархии Сент-Иасента Луи-Зеферин Моро.
В 1885 году в соборе был установлен орган модели Casavant, Opus 8, 1885. В 1900 году началась реконструкция здания по проекту квебекского архитектора Наполеона Бурасса. В 1901 году в трансепте церкви был похоронен епископ Луи-Зеферин Моро, который на протяжении многих лет был настоятелем собора. В 1987 году Луи-Зеферин Моро был причислен Римским папой Иоанном Павлом II к лику блаженных.
В 1998 году в церкви проводился косметический ремонт.